# Наносчёты
Наносчёты — счёты наноразмера, созданные учёными IBM в Цюрихе (Швейцария) в 1996 году.
Структура наносчётов состоит из десяти молекул, используемых как спицы. «Костяшки» выполнены из молекул фуллерена и могут перемещаться по «спицам» с помощью кантилевера сканирующего туннельного микроскопа.
Наносчёты потенциально могут использоваться в будущем в различных нанотехнологических устройствах, например в нанокомпьютерах.